# Helen Gourlayová Cawleyová
Helen Gourlayová Cawleyová (* 23. prosince 1946, Launceston) je bývalá australská tenistka narozená v Tasmánii. Je pětinásobnou grandslamovou vítězkou ve čtyřhře a finalistkou Roland Garros 1971 a Australian Open 1977 ve dvouhře. Při pařížském pokusu dobýt grandslamový trůn ji zastavila krajanka Evonne Goolagongová a přesně stejná hráčka jí vzala naději i o pět let později v Melbourne. Gourlayová si to vynahradila na tomto turnaji čtyřmi tituly ze ženské čtyřhry (1972, 1976, leden 1977, prosinec 1977), přičemž dvakrát byla její spoluhráčkou Goolagongová (1976, prosinec 1977), jednou Kerry Harrisová (1972) a jednou Dianne Fromholtzová Balestratová (leden 1977). V jejím vrcholném roce 1977 dobyla deblový trůn i na Wimbledonu, ve spolupráci s Američankou JoAnne Russellovou. V ženské čtyřhře si dvakrát zahrála i finále French Open (1971, 1977). Jejím maximem v singlovém žebříčku WTA bylo 12. místo (1971). Kariéru ukončila roku 1978.